# Petroni Sabí
Petroni Sabí (en llatí Petronius Sabinus) va ser un romà probablement del poble dels Sabins, que va viure en temps de Tarquini el Superb. La gens Petrònia, una família d'origen plebeu, deia que descendien d'aquest Petroni.
Es diu que va obtenir de Mani Tul·li Llong (Dionís d'Halicarnàs diu que de Marc Atili) els Llibres sibil·lins, i en va fer una còpia.